# 郝平
郝 平（かく へい、1959年9月15日 - ）は、中華人民共和国の官僚・政治家。山東省青島市出身。現職は北京大学党委員会書記。

## 経歴
1959年9月15日、山東省青島市で生まれる。1982年6月に中国共産党入党。1978年、北京大学歴史系に入学した。1982年を卒業。同年7月、自身の母校である北京大学の保衛部、政策研究室、校長弁公室にて助手に着任し、以後、学生工作部副部長、外事処常務副処長、処長、学長助理（輔佐官）、副学長と昇任した。2005年6月、北京外国語大学学長、党委員会常務委員に転任。2009年、中華人民共和国教育部副部長兼中国国際連合教育科学文化機関全国委員会主任に就任。2013年11月5日、国際連合教育科学文化機関第37回大会の主席に選ばれました。2016年12月、中国共産党中央委員会は郝平を北京大学党委員会書記に任命した。2018年10月、北京大学学長に転任し、党委書記を退く。2022年6月、北京大学党委員会書記に再び就任した。